# Трудовое (Приморский край)
Трудово́е — посёлок (с 1943 до 2004 гг. — посёлок городского типа) в Приморском крае России. Подчинён Советскому району Владивостока, входит в состав Владивостокского городского округа (до 1987 года был подчинён Артёмовскому горсовету).
Трудовое — крупнейший населённый пункт сельского типа на российском Дальнем Востоке.

## География
Посёлок расположен на побережье Углового залива, в 33 километрах к северо-востоку от центра Владивостока и в 15 километрах к юго-западу от города Артёма. В настоящее время территория посёлка занимает площадь в 19,65 км². 
Железнодорожная станция Угольная на берегу Углового залива в западной части посёлка.
На севере граница посёлка совпадает с границей Владивостокского и Артёмовского городских округов и частично проходит по реке Песчанка до впадения в Угловой залив.
До 1987 года граница посёлка на юге с Владивостоком проходила к северу от ростральной колонны, которая была установлена на фактическом въезде в город.

## История
После включения Южно-Уссурийского края в состав России в 1858 году, первыми, кто начинает заселять прилегающую к Владивостоку территорию, становятся этнические корейцы. С началом строительства Транссиба в мае 1891 года начинают появляться первые русские строения. Неофициальной датой основания посёлка принято считать 1890 год. После окончания строительства железнодорожной магистрали на территории посёлка строится железнодорожная станция «Разъезд 30-я верста», которая в 1908 году решением Министерства путей сообщения была переименована в «Угольную» из-за наличия больших запасов угля. В связи с этим основываются первые копи, которые проработали до 1911 года, после чего добыча на рудниках была приостановлена из-за малой калорийности угля. В 1930-е годы открывается шахта «Подгородненская» («Подгородненка»).
В конце XIX века русский купец и промышленник Алексей Старцев начинает строительство пятого по счёту кирпичного завода в Приморье под названием «Огнеупоры», первыми рабочими которого становятся китайцы. В первой половине XX века завод останавливает работу и расформировывается. В 1932 году открывается шестой кирпичный завод, который также проработал до середины столетия. Территории, прилегающие к заводам, среди местных жителей по-прежнему носят неофициальные названия «Пятак» и «Шестой» соответственно.
В начале XX века богатый землевладелец Кулибарчик скупает в посёлке обширные плодородные земли, которые впоследствии были преобразованы в плодово-ягодную опытную станцию (ныне ФГУП «Приморская плодово-ягодная опытная станция»).
В 1910 году открывается первая больница (ныне КГБУЗ «Владивостокская поликлиника № 3»). В 1920 году с целью выбора старосты собирается первый деревенский сход. На нём жителями принимается решение о будущем названии посёлка, среди которых фигурируют такие названия как «Орехово», «Виноградово», именем Ленина, но окончательным было принято решение назвать «Трудовой». В 1917-м открывается первая школа. В 1958 году школа переезжает в новое трёхэтажное здание (ныне МБОУ «Средняя общеобразовательная школа № 71 г. Владивостока»).
По состоянию на 1926 год посёлок Трудовой подчинялся Угловскому сельсовету Шкотовского района Дальневосточного края. Численность населения посёлка составляла 561 житель (со станцией Угольная — 945 жителей).
По состоянию на 1939 год населённый пункт как село Трудовое численностью 7960 жителей входило в Шкотовский район Приморской области Приморского края.
Указом Президиума Верховного Совета РСФСР от 6 февраля 1943 года Трудовое получает статус посёлка городского типа (рабочего посёлка), подчинённого Артёмовскому горсовету Приморского края. 
Решением Приморского крайисполкома от 31 октября 1986 года рабочий посёлок с 1 января 1987 года передан в административное подчинение Советскому райсовету города Владивостока.
В 2004 году пгт Трудовое был преобразован в сельский населённый пункт (посёлок) и стал входить в новообразованный Владивостокский городской округ.

## Население
| 1926    | 1939    | 1959    | 1970    | 1979    | 1989    | 2002    |
| ------- | ------- | ------- | ------- | ------- | ------- | ------- |
| 945     | ↗7960   | ↗10 206 | ↗12 822 | ↘12 818 | ↗17 278 | ↗18 935 |
| 2007    | 2010    | 2016    | 2021    |         |         |         |
| ↗19 500 | ↘18 522 | ↗19 800 | ↘19 543 |         |         |         |

| №        | Населённое место  | Население (чел.) |
| -------- | ----------------- | ---------------- |
| 1        | Трудовой, посёлок | 561              |
| 2        | Угольная, станция | 384              |
| 2.000001 | итого             | 945              |

## Экономика
Железнодорожная станция «Угольная» является транзитной точкой на линии «Хабаровск—Владивосток». Ранее велась добыча угля. В посёлке расположены недействующие ныне кирпичные заводы и плодово-ягодная опытная станция. По состоянию на 2024 год из экономически значимых предприятий имеется небольшая мебельная фабрика "Димир", мясоперерабатывающий завод "Ратимир", пивоваренный завод "АБ ИнБев Эфес".

## Достопримечательности
На территории посёлка расположен православный храм в честь святых апостолов Петра и Павла. Рядом с ним располагается сквер, в котором установлен памятный камень с надписью: «Воинам землякам, павшим в боях за Родину 1941—1945».
22 августа 2020 года состоялось торжественное открытие сквера имени Михаила Юрьевича Лермонтова.
На побережье Углового залива силами местных активистов по программе «Чистый берег» ведётся благоустройство местного пляжа.